# Я був удома, але
«Я був удома, але» (нім. Ich war zuhause, aber) — німецько-сербський драматичний фільм 2019 року, поставлений режисеркою Ангелою Шанелек. Світова прем'єра відбулася 12 лютого 2019 року на 69-му Берлінському міжнародному кінофестивалі, де фільм брав участь в основній конкурсній програмі у змаганні за «Золотого ведмедя» та здобув «Срібного ведмедя» за найкращу режисерську роботу .

## Сюжет
13-річний Філіпп зникає безслідно. Тільки через тиждень хлопчик несподівано з'являється знову. Про те, що саме робив Філіпп, його мати Астрід та вчителі можуть лише здогадуватися. Його поведінка лишається загадкою для усіх. Поступово повсякденне життя повертається на правильний шлях. Сім'я розпадається виключно для того, щоб наново сформуватися.

## У ролях
| • Марен Еггерт        | … | Астрід           |
| • Якоб Лассаль        | … | Філіпп           |
| • Клара Моллер        | … | Фло              |
| • Франц Роговський    | … | Ларс             |
| • Ліліт Странгенберг  | … | Клаудія          |
| • Алан Вільямс        | … | пан Мейсснер     |
| • Ірка Цетт           | … | бойфренд Астрід  |
| • Дане Комлен         | … | молодий директор |
| • Девід Штрисов       | … | Жертян           |
| • Вольфганг Майкл     | … | директор         |
| • Торнбйорн Бйорнссон | … | Гаральд          |
| • Естер Бусс          | … | Сибілла          |
| • Ніколас Вакербарт   | … | Джон             |
| • Анн-Крістін Рейєлс  | … | Карла            |
| • Урсула Реннеке      | … | медсестра        |
| • Марсель Коглер      | … | Віллі            |
| • Лукас Конфіріус     | … | Вернер           |
| • Єлена Кульїч        | … | мати Пелес       |
| • Мартін Клаузен      | … | Петер            |

## Знімальна група
- Автор сценарію — Ангела Шанелек
- Режисер-постановник — Ангела Шанелек
- Продюсер — Ангела Шанелек
- Співпродюсери — Владимир Відич, Наташа Дамянович
- Оператор — Іван Марковіч
- Монтаж — Ангела Шанелек
- Художник-постановник — Рейнгілд Блашке
- Художник-костюмер — Біргіт Кіліан
- Художник-декоратор — Нора Віллі
- Підбір акторів — Ульріке Мюллер

## Нагороди та номінації
| Список нагород та номінацій                | Список нагород та номінацій | Список нагород та номінацій          | Список нагород та номінацій | Список нагород та номінацій | Список нагород та номінацій |
| Кінофестиваль/Кінопремія                   | Рік                         | Категорія                            | Номінант(и)                 | Результат                   | Дж                          |
| ------------------------------------------ | --------------------------- | ------------------------------------ | --------------------------- | --------------------------- | --------------------------- |
| 69-й Берлінський міжнародний кінофестиваль | 2019                        | Золотий ведмідь                      | Я був удома, але            | Номінація                   |                             |
| 69-й Берлінський міжнародний кінофестиваль | 2019                        | Срібний ведмідь за найкращу режисуру | Ангела Шанелек              | Перемога                    | [ 4 ]                       |